# Сан-Катальдо (коммуна)
Сан-Катальдо (итал. San Cataldo; сиц. Santu Catallu) — коммуна в провинции Кальтаниссетта, в регионе Сицилия, Италия. Территория — 76,65 км2. Население — 23 603 чел. (2013). 5 фракций — Биджини, Борго-Пало, Боско, Мимиани Скало, Роччелла. Мэр коммуны — Джанпьеро Модаффари (с 2014 года).
Коммуна расположена на севере провинции Кальтаниссетта, примерно в 8 км от столицы. Граничит с коммунами Кальтаниссетта, Муссомели, Серрадифалько. Климат континентальный с жарким сухим летом и прохладной зимой.
Святой покровитель коммуны — Катальд, епископ Трима (праздник 10 мая).

## История
Самые ранние следы присутствия человека на территории коммуны относятся к VI—V векам до нашей эры — поселение Вассалладжи. Во времена колонизации Сицилии древними греками здесь было основано поселение Калируни, что с греческого языка переводится как «текущая красиво» — намёк на близлежащую реку. Затем эта территория входила в состав комарки Калашибетта, после была включена в состав провинции Джирдженти и одноимённой епархии. Со времени завоевания острова норманнами она стала частью феода рода Баррези. В 1300 году после восстания Джованни Баррези феод был конфискован Федерико III, королём Сицилии и передан Бернардо де Синискалько, став баронством Фьюмесалато.
В 1496 году Антонио Саламоне отдал Казале Калируни в приданое дочери Виоланте де Хаэн-и-Саламоне, которая 24 апреля 1549 года вышла замуж за Николо Ланчелотто Галлетти. 18 июля 1607 года Николо Галлетти обратился к Филиппо II, королю Сицилии с просьбой об основании коммуны Сан-Катальдо на развалинах древнего поселения Калируни и получил предварительное разрешение от вице-короля Сицилии. Разрешение от Филиппо III, короля Сицилии было получено только в 1621 году. В 1627 году здесь был учреждён маркизат, и первым маркизом Сан-Катальдо стал Винченцо Галлетти.
С момента основания до 1817 года коммуна Сан-Катальдо входила в состав провинции Джирдженти и до 1844—1845 года находилась в юрисдикции епархии Джирдженти. В 1812 году, после принятия конституции в королевстве Сицилия, коммуна перестала быть частью феода. В 1818 году она была включена в состав новообразованной провинции Кальтаниссетта, а в 1844—1845 году переведена в юрисдикцию одноимённой епархии. Коммуна Сан-Катальдо сильно пострадала во время восстания карбонариев в 1820 году. Местные жители поддержали Рисорджименто, за что уже после включения острова в состав объединённой Италии, 18 декабря 1865 года коммуна Сан-Катальдо получила статус города.

## Культура
Сан-Катальдо — город, в котором течение года проводятся многочисленные фестивали, связанные с Римско-католической церковью: 1 января — «День Младенца Иисуса», 19 марта — «День Святого Иосифа», 10 мая — «День Святого Катальда», четвёртое воскресение по Пасхе — «День Распятия и отца Пиррелли», 15 августа — «Успение Богоматери», первое воскресенье сентября — «День милости Божией», 8 сентября — «Рождество Богоматери» (праздник детей и беременных женщин), второе воскресенье октября — «День Святого Креста», 8 декабря — «Непорочное зачатие Богоматери». Но особенно ярко в Сан-Катальдо проходят мероприятия, связанные со Страстной Седмицей и Пасхой.
Самой первой школой в коммуне стала школа в монастыре мерцедариев, в которой обучались, главным образом, дети местных дворян и буржуа. Ныне в Сан-Катальдо находятся школа искусств имени Филиппо Юварры, институт сельского хозяйства и окружающей среды, технический институт и коммерческая средняя школа социальной психологии и педагогики.
Местный футбольный клуб «Санкатальдезе кальчо» был основан в 1945 году. В 1956 году он был переименован в «Унионе Спортива Санкатальдезе». С 1996 по 2002 год команда играла в высшем любительском уровне национального чемпионата. В настоящее время играет в лиге профессионалов. Цвет формы зелёный и амарантовый.
В коммуне находится много памятников церковной архитектуры: церковь Непорочного Зачатия Пресвятой Девы Марии, церковь Святого Антония, церковь Святого Иосифа, церковь Святого Стефана, церковь Богоматери Цепей, церковь Святого Франциска, церковь Святейшего Розария, церковь Милостивой Богоматери, церковь Христа Царя. В истории города оставили свой след памятники павшим в Первой во Второй мировых войнах. Одними из местных достопримечательностей являются дворец Галлетти и площадь Голгофы. В Сан-Катальдо также находится Этоно-антропологический музей.

### Достопримечательности
| Фотография | Объект                                                        |
|            | Башня Сан-Катальдо — построена сразу после основания коммуны. |

| Фотография | Объект                                   |
|            | Кьеза Мадре — главный храм Сан-Катальдо. |

## Известные уроженцы и жители
- Марианна Амико Роксас[итал.] (1883—1947) — достопочтенная Римско-католической церкви.
- Сальваторе Галлетти[итал.] (1923—2010) — писатель и художник.
- Бернардино Джулиана[итал.] (1935—1999) — сицилийский поэт.

## Города-побратимы
- Ольджате-Комаско (итал. Olgiate Comasco), Италия
- Чиро-Марина (итал. Cirò Marina), Италия